# Doryctobracon areolatus
Doryctobracon areolatus är en stekelart som först beskrevs av Szepligeti 1911.  Doryctobracon areolatus ingår i släktet Doryctobracon och familjen bracksteklar. Inga underarter finns listade i Catalogue of Life.